# Diễm Lộc (nghệ sĩ chèo)
Diễm Lộc, tên đầy đủ là Phan Thị Lộc (sinh năm 1938), là một nghệ sĩ chèo và diễn viên truyền hình người Việt Nam, bà nổi tiếng với vai diễn Xúy Vân trong vở chèo Kim Nham. Diễn xuất của bà trong vai diễn này được xem là kinh điển và được đưa vào từ điển bách khoa toàn thư của Việt Nam và Liên Xô.

## Đầu đời
Diễm Lộc, tên khai sinh là Phan Thị Lộc, sinh năm 1938 tại Ba Vì, Sơn Tây, bà mồ côi cha khi mới 5 tuổi. 3 anh em bà được mẹ đưa theo đến sống tại Láng Hạ, Hà Nội.

## Sự nghiệp
Khi còn thiếu niên, Diễm Lộc đã bộc lộ năng khiếu chèo và được chọn tham gia các hoạt động văn nghệ địa phương với vai diễn Xúy Vân. Khi Bộ Văn hóa tổ chức một lớp dạy chèo tại Gia Lâm trong 3 tháng, Diễm Lộc đã tham gia và được nghệ nhân Dịu Hương phát hiện tài năng. Sau khi nghe Diễm Lộc hát thử bài “Duyên phận phải chiều” thì Dịu Hương và nhà viết kịch Lưu Quang Thuận đã đánh giá cao khả năng của bà. Năm 1956, Diễm Lộc được nghệ sĩ Lưu Quang Thuận tuyển về làm diễn viên cho đoàn chèo của Sở văn hóa Hà Nội. Năm 1957, Diễm Lộc được tuyển vào Đoàn Chèo Cổ Phong khi đoàn mới được thành lập, bà may mắn được đạo diễn Trần Huyền Trân tuyển vào vở Kim Nham, vở diễn chuẩn bị cho hoạt động ra mắt của Đoàn chèo, với sự chỉ dẫn của nghệ sĩ Dịu Hương, Diễm Lộc được đi diễn khắp Hà Nội với vai diễn Xúy Vân. Một thời gian sau, Diễm Lộc chuyển sang Đoàn 1 của Nhà hát Chèo Việt Nam, thời điểm này nghệ sĩ Trần Bảng đang cải biên lại vở Kim Nham để phù hợp với thời đại, phù hợp vai trò của phụ nữ trong thời đại mới. Tên vở Kim Nham cũng được ông đổi thành Xúy Vân. Trong những ngày đầu tại Nhà hát, bà luôn trang điểm kỹ chờ đợi cơ hội được đóng một vai chính. Nghệ sĩ nhân dân Trần Bảng sau này đã giao vai diễn Xúy Vân cho bà, sự thay đổi trong kịch bản khiến những kinh nghiệm diễn mà Diễm Lộc có được bấy nhiêu năm qua không còn phù hợp. Sự mới mẻ của kịch bản đã tạo ra cú sốc với khiến khán giả, một Xúy Vân khác hẳn với những Xúy Vân trước đây đã tạo cơ hội giúp Diễm Lộc nổi bật lên như một ngôi sao sáng trong làng Chèo thời bấy giờ. Vai diễn Xúy Vân đã đem về cho bà huy chương vàng tại Hội diễn sân khấu năm 1962. Năm 1969, cuộc sống của Diễm Lộc có sự thay đổi khi bà ly hôn và một mình nuôi con. Năm 1986, bà nhận được quyết định nghỉ hưu non.
Khoảng cuối thập niên 1990, Diễm Lộc bắt đầu tham gia đóng phim truyền hình. Năm 2001, ở tuổi ngoài 60, bà tham gia bộ phim điện ảnh truyền hình Nắng chiều của Đài truyền hình Việt Nam, với bộ phim này bà đã giành được giải Giải Bông Sen cho nữ diễn viên chính xuất sắc hạng mục Phim video tại Liên hoan phim Việt Nam lần thứ 13, lúc này. Sau thành công này, bà tiếp tục tham gia một số vai diễn trong các phim truyền hình khác như Đường đời, Mùa lá rụng, Lều chõng,...
Ngoài vai diễn Xúy Vân, Diễm Lộc còn là người sáng tạo hành động cài hoa lên tóc của Thị Mầu, các thế hệ nghệ sĩ sau này đã học theo bà thậm chí khiến động tác bị lạm dụng khi họ áp dụng với nhiều nhân vật nữ khác. Được các đồng nghiệp đánh giá là diễn viên có lối diễn tự nhiên, tác phong chuyên nghiệp, nắm rõ các bài diễn mà không dùng đến kịch bản. Khi câu lạc bộ những nghệ sĩ về hưu của Nhà hát Chèo Việt Nam được thành lập, Diễm Lộc cùng đồng nghiệp được mời đi diễn ở địa phương, dạy diễn xuất cho các đoàn và luyện thi tài năng trẻ.
Năm 1984, Diễm Lộc là một trong những nghệ sĩ sân khấu được phong tặng danh hiệu Nghệ sĩ ưu tú trong đợt phong tặng danh hiệu đầu tiên. Nhưng phải đến năm 2015, bà mới đăng ký xét duyệt và được phong tặng danh hiệu Nghệ sĩ nhân dân.

## Vai diễn

### Vai diễn sân khấu nổi bật
- Chị Ba Đẹp trong Lọ nước thần.
- Nàng Châu Long trong Lưu Bình Dương Lễ.
- Thị Mầu trong Quan Âm Thị Kính.
- Tấm trong Tấm Cám.
- Chị Trúc trong Bên sông Trà Khúc.
- Xúy Vân trong Kim Nham.

### Truyền hình
| Năm  | Tựa đề                              | Vai diễn      | Đạo diễn                       | Định dạng            | Chú thích |
| ---- | ----------------------------------- | ------------- | ------------------------------ | -------------------- | --------- |
| 1996 | Sinh ngày 2-9                       |               | Nguyễn Khải Hưng               | Điện ảnh truyền hình |           |
| 1999 | Cầu vồng đi đón cơn mưa             | Người mua nhà | Vũ Trường Khoa                 | Điện ảnh truyền hình |           |
| 1999 | Đêm hội làng năm ấy                 |               | Trần Quốc Trọng                | Điện ảnh truyền hình |           |
| 2000 | Giếng làng                          | Bà Cả         | Mạc Văn Chung                  | Điện ảnh truyền hình |           |
| 2001 | Nắng chiều                          | Bà Bơ         | Hoàng Trần Doãn                | Điện ảnh truyền hình |           |
| 2001 | Mùa lá rụng                         | Bà Chí        | Trần Quốc Trọng                | Truyền hình ngắn tập |           |
| 2001 | Người dưng                          | Bà Sự         | Lê Lực                         | Điện ảnh truyền hình |           |
| 2001 | Cảnh sát hình sự (Từ đen đến trắng) | Mẹ Minh       | Nguyễn Khải Hưng               | Truyền hình ngắn tập |           |
| 2002 | Làng ven hồ                         | Mẹ Hoàng      | Trần Quốc Trọng                | Truyền hình ngắn tập |           |
| 2002 | Một ngày của tổ trưởng              | Bà Tư         | Trịnh Lê Phong                 | Điện ảnh truyền hình |           |
| 2002 | Đợi                                 | Mẹ Mận        | Vũ Đình Thân                   | Điện ảnh truyền hình |           |
| 2004 | Bảy ngày... làm vợ                  | Mẹ vợ Hách    | Hữu Mười, Phạm Quang Xuân      | Điện ảnh truyền hình |           |
| 2004 | Lời thề cỏ non                      |               | Hoàng Lâm                      | Truyền hình ngắn tập |           |
| 2004 | Đường đời                           | Mẹ Hải        | Trần Quốc Trọng, Trần Hoài Sơn | Truyền hình dài tập  |           |
| 2005 | Dòng sông phẳng lặng                | bà Tịnh Nhơn  | Đỗ Đức Thành                   | Truyền hình ngắn tập |           |
| 2006 | Gió mùa thổi mãi                    | Sư bà         | Trần Quốc Trọng                | Truyền hình ngắn tập |           |
| 2007 | Phóng viên thử việc                 |               | Trần Quốc Trọng                | Truyền hình ngắn tập |           |
| 2008 | Tết không chỉ có hoa đào            | Bà Thảo       | Bùi Tuấn Dũng                  | Truyền hình ngắn tập |           |
| 2010 | Vệt nắng cuối trời                  | Bạch Yến      | Trần Hoài Sơn                  | Truyền hình dài tập  |           |
| 2010 | Lều chõng                           | bà Cống       | Nguyễn Thanh Vân               | Truyền hình dài tập  |           |
| 2015 | Màu của tình yêu                    | bà Kha        | Mai Hồng Phong                 | Truyền hình ngắn tập |           |

## Giải thưởng
- Huy chương vàng tại Hội diễn sân khấu (1962).[6]
- Nữ diễn viên chính xuất sắc tại Liên hoan phim Việt Nam lần thứ 13 (2001).

### Danh hiệu
- Nghệ sĩ ưu tú (1984).[10]
- Nghệ sĩ nhân dân (2015).[1]